# 유럽 고속도로 74호선
유럽 고속도로 74호선(E74)은 프랑스의 니스에서 이탈리아의 알레산드리아까지 이어주는 총 연장 246km의 거리를 가진 국제 E-road 네트워크 노선망이다. 주요 접촉 도로를 살펴보면, 니스에서는 유럽 고속도로 80호선(E80)을 접촉하고 있으며, 또한 남동부 지역으로 내려오면서 이탈리아 국경을 건너 피에몬테주의 쿠네오와 아스티를 지나 알레산드리아까지 이어준다. 그리고 유럽 고속도로 25호선과 유럽 고속도로 70호선 모두 만나게 된다. 다만 1975년에 제정되었을 당시에는 E-road 상에서 현재의 유럽 고속도로 74호선은 E72로 지정되어 있었고, 현재의 유럽 고속도로 76호선이 옛 E74인 것으로 나와 있다.

## 같이 보기
- 아우토스트라다 A10